# Ludwig Schultz
Ludwig Schultz (* 18. Mai 1947 in Meißen) ist ein deutscher Physiker und Materialwissenschaftler. Er ist Professor für metallische Werkstoffe und Metallphysik an der TU Dresden und war Direktor des Instituts für metallische Materialien des Leibniz-Instituts für Festkörper- und Werkstoffforschung (IFW) in Dresden und 2008 bis 2013 wissenschaftlicher Direktor des IFW Dresden.
Schultz studierte ab 1966 Physik an der Universität Göttingen mit dem Diplom 1971 und wurde dort 1976 bei Peter Haasen promoviert (Dissertation: Flux Pinning in Superconductors by Regularly or Statistically Distributed Precipitates).  1979 war er als Post-Doktorand am IBM Thomas J. Watson Research Center in Yorktown Heights und ab 1980 Wissenschaftler bei Siemens in deren Forschungslaboratorien in Erlangen. 1989 bis 1993 leitete er dort die Abteilung Hochtemperatursupraleiter und magnetische Materialien. Daneben lehrte er als Honorardozent an der Universität Augsburg. Seit 1993 war er Professor an der TU Dresden. 2014 wurde er emeritiert.
Er befasst sich unter anderem mit supraleitenden Materialien und supraleitenden Schwebesystemen. Außerdem befasst er sich mit magnetischen Materialien (und dünnen magnetischen Schichten), metallischen Gläsern und nanokristallinen Materialien.
2011 bis 2012 war er Vorsitzender der Gesellschaft Deutscher Naturforscher und Ärzte. Außerdem unterstützte er die Gründung der jungen DPG in Dresden.

## Auszeichnungen
- 2006: Heyn-Denkmünze der Deutschen Gesellschaft für Materialkunde
- 2006: Wissenschaftspreis: Gesellschaft braucht Wissenschaft
- 2009: European Materials Medal der Federation of European Materials Societies (FEMS)
- 2010: DPG-Ehrennadel
- 2015: Distinguished Lecturer der IEEE Magnetic society[1]
- Ehrenmitglied der Deutschen Gesellschaft für Materialkunde (DGM)

## Schriften
- als Herausgeber mit Hermann-Friedrich Wagner (Hrsg.): Die Welt hinter den Dingen. Highlights der Physik. Wiley-VCH, Weinheim 2005, ISBN 3-527-40624-7.